# Raphael Holinshed

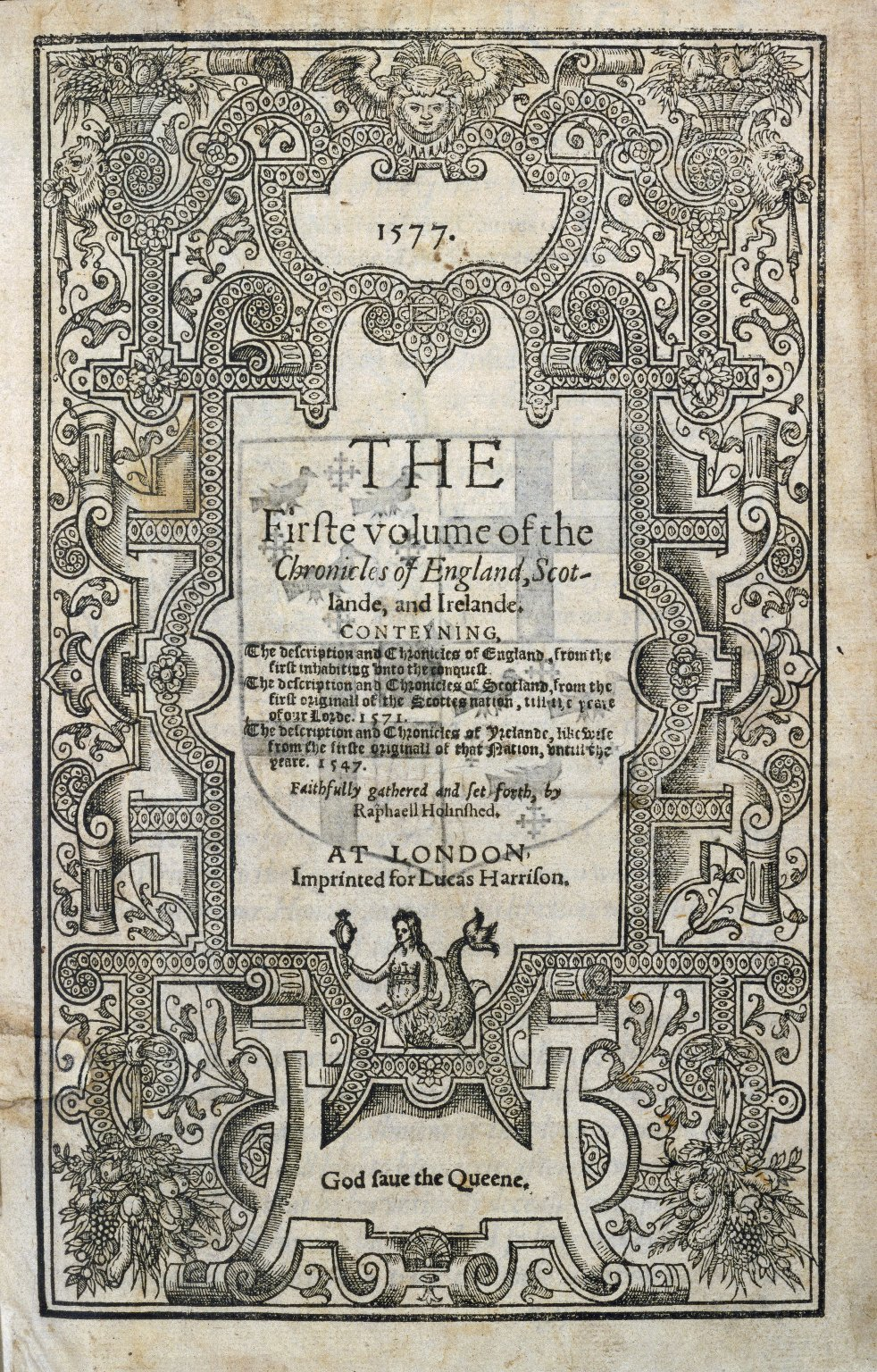
Primera edición de las Crónicas de Inglaterra, Escocia e Irlanda, 1577.

Raphael Holinshed (Cheshire, h. 1529-h. 1580) fue un historiador inglés, famoso por influir con sus Crónicas de Inglaterra, Escocia e Irlanda a importantes dramaturgos isabelinos como Shakespeare o Marlowe.

## Biografía y obra

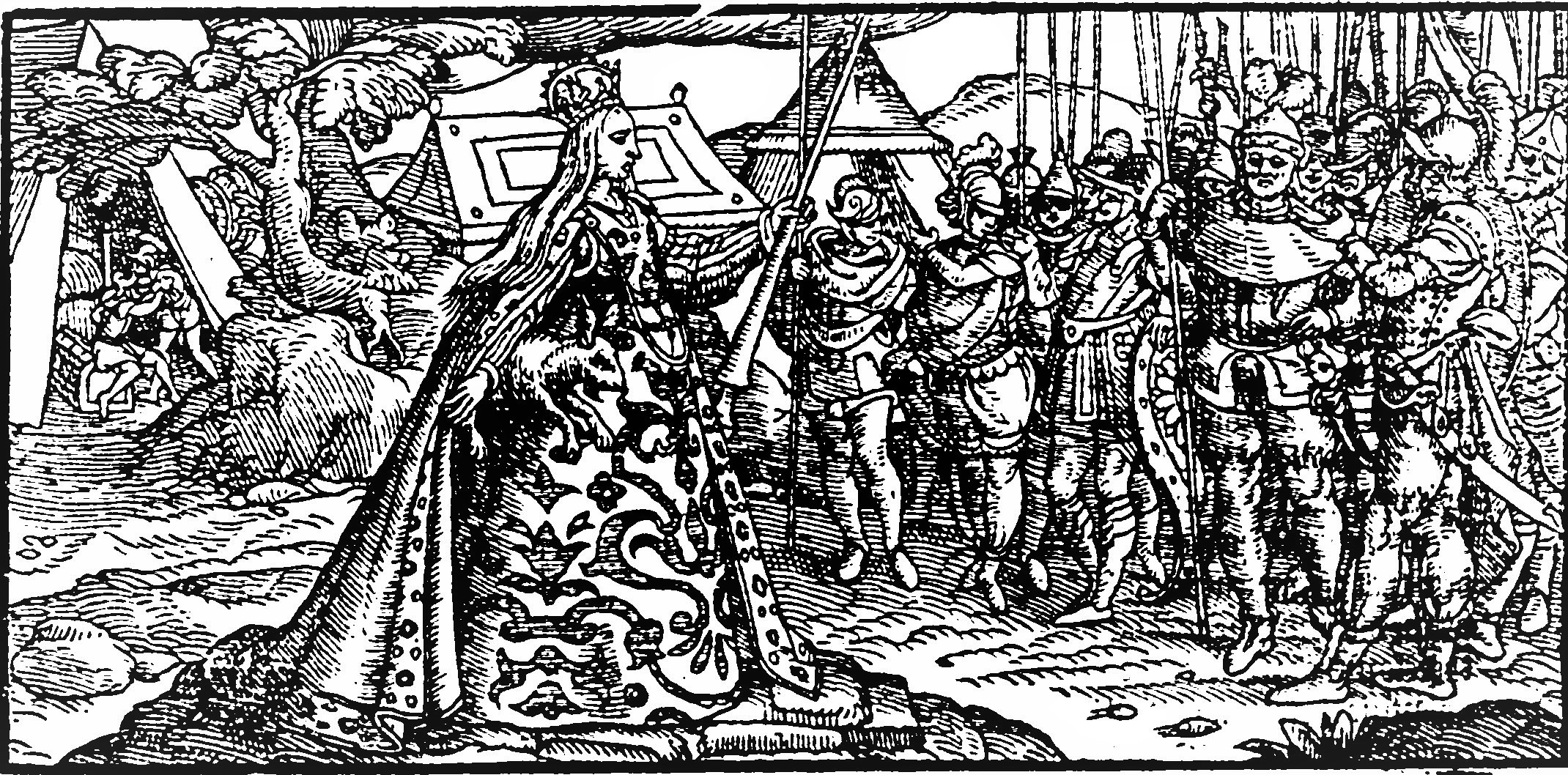
Boudica depositado en Holinshedars Crónicas - La Historía de Inglaterra (1577) p.61.

Se sabe poco sobre este autor. Era hijo de Ralph Holinshed (o Hollingshead) de Cophurst, residente en el municipio de Sutton Downes (Cheshire). Según Anthony Wood se educó en una universidad inglesa y fue minister of God's Word, "ministro de la palabra de Dios", pero la autenticidad de estos hechos es dudosa, aunque es posible que estuviese matriculado en el Christ's College de Cambridge en 1544. 
Al parecer se trasladó desde Cheshire a Londres más o menos en 1560, con unos treinta años, y allí fue contratado como traductor para el impresor Reyner o Reginald Wolfe, quien preparaba la edición de una Universal Cosmography of the whole world, and there with also certain particular histories of every known nation ilustrada y en inglés para cuya elaboración había comprado numerosas obras de John Leland; en 1573, tras morir Wolfe, el proyecto fue abreviado y limitado a proporciones menos ambiciosas y su resultado fueron los dos volúmenes de su The Chronicles of England, Scotlande, and Irelande o "Crónicas de Inglaterra, Escocia e Irlanda" en 1577, una enorme compilación de materiales históricos, ilustrada con algunos grabados, que fue revisada, ampliada y puesta al día en 1587, pero sin ilustraciones. Esta segunda edición contenía algunos pasajes que resultaron ofensivos a la reina Isabel I, cuyo Consejo ordenó suprimirlos; en 1723 se hizo una edición separada de esos pasajes.
Al parecer intervinieron también en este proyecto otros varios escritores: William Harrison (1534-1593), Richard Stanyhurst y John Hooker. La parte escocesa de las Crónicas es en parte traducción de las Scotorum historiae de Hector Boece. Ente 1807 y 1808 Henry Ellis corrigió las Crónicas para ofrecer una versión en seis volúmenes de la historia medieval inglesa a los dramaturgos del inminente Romanticismo inglés.
Holinshed sirvió a Thomas Burdet de Bramcott, Warwickshire, y falleció hacia 1580.

## Influencias
La segunda edición de estas Crónicas fue utilizada por William Shakespeare como fuente principal de sus dramas históricos, en particular su Ricardo III, aunque el Cisne del Avon también empleó fuentes secundarias y complementarias. Por otra parte, hay huellas de esta obra en la trama de Macbeth y en fragmentos del Rey Lear y Cimbelino. 
Otros dramaturgos isabelinos utilizaron también esta obra como fuente, por ejemplo Cristopher Marlowe la usó para su Eduardo II.